# Governs de la Segona República Espanyola en l'exili
Aquesta és una llista dels Governs de la Segona República espanyola en l'exili des de 1938 fins que es va dissoldre el juny de 1977.

## Govern Juan Negrín López — VIII–1938 / VIII–1945
- Presidència i Defensa Nacional: Juan Negrín López (PSOE).
- Estat: Julio Álvarez del Vayo (PSOE).
- Justícia: Ramón González Peña (PSOE).
- Hisenda i Economia: Francisco Méndez Aspe (IR).
- Governació: Paulino Gómez Sáiz (PSOE).
- Instrucció Pública i Sanitat: Segundo Blanco González (CNT).
- Obres Públiques: Antonio Velao Oñate (IR).
- Comunicacions i Transports: Bernardo Giner de los Ríos García (UR).
- Agricultura: Vicente Uribe Galdeano (PCE).
- Treball i Assistència: Josep Moix i Regàs (PSUC).
- Sense cartera: José Giral Pereira (IR) i Tomás Bilbao Hospitalet (ANV).

## Primer Govern José Giral Pereira — VIII–1945 / III–1946
- President de la República: Diego Martínez Barrio (UR).[1][2]
- President del govern: José Giral Pereira (IR).
- Estat: Fernando de los Ríos Urruti (PSOE).
- Justícia: Álvaro de Albornoz y Liminiana (IR).
- Defensa: General Juan Hernández Saravia.
- Hisenda: Augusto Barcia Trelles (IR).
- Governació: Manuel Torres Campaña (IR).
- Instrucció Pública: Miquel Santaló i Parvorell (ERC).
- Obres Públiques: Horacio Martínez Prieto (CNT).
- Agricultura: José Expósito Leiva (CNT).
- Navegació, Indústria i Comerç: Manuel Irujo Ollo (PNV).
- Emigració: Trifón Gómez San José (UGT).
- Sense cartera: Ángel Ossorio y Gallardo i Lluís Nicolau d'Olwer (ACR).

## Segon Govern de José Giral Pereira — IV–1946 / I–1947
- President de la República: Diego Martinez Barrio (UR).[1]
- Presidència i Estat: José Giral Pereira (IR).
- Justícia: Álvaro de Albornoz y Liminiana (IR).
- Defensa: General Juan Hernández Saravia.
- Hisenda: Augusto Barcia Trelles (IR).
- Interior: Manuel Torres Campaña (IR).
- Instrucció Pública: Miquel Santaló i Parvorell (ERC).
- Obres Públiques: Horacio Martínez Prieto (CNT).
- Agricultura: José Expósito Leiva (CNT).
- Indústria i Comerç: Manuel Irujo Ollo (PNV).
- Emigració: Trifón Gómez San José (UGT).
- Economia: Enrique de Francisco Jiménez (PSOE).
- Sense cartera: Ángel Ossorio y Gallardo, Santiago Carrillo Solares (PCE), Alfonso Rodríguez Castelao i Rafael Sánchez Guerra.

## Govern de Rodolfo Llopis Ferrándiz — II / VIII–1947
- President de la República: Diego Martínez Barrio (UR).[1]
- Presidència i Estat: Rodolfo Llopis Ferrándiz (PSOE)
- Justícia: Manuel Irujo Ollo (PNV).
- Defensa i Interior: Juli Just Jimeno (IR).
- Hisenda: Fernando Valera Aparicio (UR).
- Instrucció Pública: Miquel Santaló i Parvorell (ERC).
- Emigració i Treball: Trifón Gómez San José (UGT).
- Economia: Vicente Uribe Galdeano (PCE).
- Informació: Luis Montoliú Salado (CNT).

## Primer Govern d'Álvaro de Albornoz y Liminiana — VIII–1947 / II–1949
- President de la República: Diego Martinez Barrio (UR).[1]
- Presidència i Relacions Exteriors: Álvaro de Albornoz y Liminiana (IR).
- Justicia i Hacienda: Fernando Valera Aparicio (UR).
- Defensa: General Juan Hernández Saravia.
- Governació: Juli Just Jimeno (IR).
- Instrucció Pública i Informació: Salvador Quemades (IR).
- Emigració: Manuel Torres Campaña (UR).
- Economia: Eugenio Arauz Pallardó.

## Segon Govern Álvaro de Albornoz y Liminiana — II–1949 / VII–1951
- President de la República: Diego Martínez Barrio (UR).[1]
- Presidència i Estat: Álvaro de Albornoz y Liminiana (IR)
- Vicepresidència y Hisenda: Fernando Valera Aparicio (UR).
- Justícia: José Maldonado González (IR).
- Sense cartera:
  - Secretari del Consell: Eugenio Arauz Pallardó.
  - Amb missió a Amèrica: Félix Gordón Ordás, General José Asensio Torrado i Vicente Sol Sánchez.
  - Amb missió a Europa: Manuel Serra i Moret i José María Semprún Gurrea.

## Primer Govern Félix Gordón Ordás — VIII–1951 / I–1956
- President de la República: Diego Martínez Barrio (UR).[1]
- Presidència i Hisenda: Félix Gordón Ordás.
- Estat: Fernando Valera Aparicio.
- Justícia: Joan Puig i Ferreter.
- Afers Militars: General Emilio Herrera Linares.
- Acció a l'Interior i a l'Exili: Juli Just Jimeno.
- Informació, Propaganda i Arxius: Eugenio Arauz Pallardó.
- Sense cartera: José María Semprún Gurrea, José Antonio Balbontín Gutiérrez i Victoria Kent Siano.

## Segon Govern Félix Gordón Ordás — I–1956 / IV–1960
- President de la República: Diego Martínez Barrio (UR).[1]
- Presidència, Hisenda i Acció a l'Interior: Félix Gordón Ordás.
- Estat i Relacions Internacionals: Fernando Valera Aparicio.
- Justícia i Acció a l'Exili: Juli Just Jimeno.
- Afers Militars: General Emilio Herrera Linares.
- Informació, Propaganda, Arxius i Secretaria del Consell de Ministres: Eugenio Arauz Pallardó.
- Sense cartera: José Asensio Torrado, José María Semprún Gurrea i José Antonio Balbontín Gutiérrez.

## Govern Emilio Herrera Linares — V–1960 / II–1962
- President de la República: Diego Martínez Barrio (Unió Republicana (1934)).[1]
- Presidència, Hisenda i Afers Militars: General Emilio Herrera Linares.
- Vicepresidència, Emigració i Interior: Juli Just Jimeno.
- Estat i Secretaria del Consell de Ministres: Fernando Valera Aparicio.
- Justícia: Antonio Alonso Baños.
- Informació: M. García.
- Ministres delegats: Vicente Álvarez-Buylla Lozana, Jesús Vázquez Gayoso, José Antonio Balbontín Gutiérrez, José Asensio Torrado, José María Semprún Gurrea, Frederic Escofet i Alsina i J. Canabal.

## Govern de Claudio Sánchez Albornoz — III–1962 / II–1971
- President de la República: Luis Jiménez de Asúa.
- Presidència: Claudio Sánchez Albornoz.
- Negocis Estrangers: Fernando Valera Aparicio.
- Justícia i Informació: José Maldonado González.
- Emigració e Interior: Juli Just Jimeno.
- Sense cartera: Félix Gordón Ordás.

## Govern Fernando Valera Aparicio — II–1971 / VI–1977
- President de la República: José Maldonado González.
- Presidencia i Negocis Estrangers: Fernando Valera Aparicio.
- Vicepresidència, Emigració e Interior: Juli Just Jimeno.
- Justícia: Antonio Alonso Baños.
- Economia: Macrino Suárez Menéndez.
- Ministres delegats: Francisco Giral González i Manuel de Rivacoba.